# Praczki w Arles
Praczki w Arles (fr. Lavandières d’Arles) – powstały w 1888 obraz autorstwa francuskiego malarza Paula Gauguina, znajdujący się obecnie w zbiorach Muzeum Sztuk Pięknych w Bilbao.
Obraz powstał podczas dziewięciotygodniowego pobytu malarza z Vincentem van Goghiem w Arles w Prowansji.
Artysta przedstawił dwie piorące w rzece wieśniaczki, obok których pasie się kozioł.